# 转基因
转基因是指将外源基因（一般為其他物種的基因）导入到目的生物体的基因组中，从而达到改造生物的目的的一種技術。
常用的方法包括基因槍、電破法、脂質體等。
转基因最初用于研究基因的功能，即把外源基因导入受体生物体基因组内（一般为模式生物，如拟南芥或斑马鱼等），观察生物体表现出的性状，达到揭示基因功能的目的。